# Nosjthej
Nosjthej es un gigante de la mitología tehuelche.

## El ámbito del mito
El mito de Nosjthej está generalizado entre los pueblos que se integran en el complejo cultural tehuelche. Estos pueblos, a quienes comúnmente se los conoce como patagones, habitaron dispersamente las regiones más australes de América, y a la llegada de los conquistadores castellanos su ámbito territorial abarcaba –a veces intercalados con otros pueblos de la región- del Atlántico al Pacífico, y desde el extremo sur del continente americano hasta el centro de lo que hoy es la República Argentina, incluyendo gran parte de Chile, y la región del estuario del Río de la Plata en la República Oriental del Uruguay.
Desde la óptica de los conquistadores europeos era precisamente al sur de este estuario donde comenzaba la región que llamaron Patagonia en razón de sus habitantes. El paralelo 35°S es el límite sur del ininterrumpido litoral sudamericano hasta llegar a las aguas de este estuario al que Juan Díaz de Solís tomó por Mar Dulce. Asimismo ese paralelo es coincidentemente el extremo Sur del Continente africano y deslinde entre las gobernaciones de la Nueva Andalucía asignada a don Pedro de Mendoza y de Nuevo León, otorgada al noble gallegoportugués don Simón de Alcazaba y Sotomayor, según capitulaciones del 21 de mayo de 1534, en parte rectificando la capitulación de Toledo de 1529.

## La Leyenda
En la mitología de los tehuelches continentales australes Nosjthej era uno de los gigantes que habitaban la mítica isla creada por un suspiro de Kóoch, el dios creador, en medio del océano, al oriente de Patagonia, o sea en el Atlántico. 
Además de los gigantes, en la isla habitaban los animales-hombres, como la mujer-ratón (una explicación mítica de los clanes totémicos).
La leyenda señala que el gigante Nosjthej secuestró a la mujer-ratón y en ella engendró a Elal. Cuando Nosjthej descubrió el embarazo, dio muerte a la mujer abriéndole el vientre con un cuchillo de piedra, ansioso por comer el feto. Sin embargo Elal no sería devorado. En ese momento la tierra rugió, y ese instante de sobresalto fue aprovechado por su abuela Térrguer, la ratona de campo, quien lo rescató y lo escondió en lo más profundo de su cueva, salvándole así la vida.
Elal creció de modo llamativamente rápido y desmesurado, y pronto desarrolló una particular fortaleza física. Llegado el momento se trabó en feroz lucha contra su padre, hasta que logró acabar con su vida, liberando así a los animales-hombres del peligro de los gigantes.  
Tras su crimen Elal debió partir de la isla mítica, montando en el lomo de su amigo Kóokne, el Cisne, y escoltados por infinidad de aves. Viajaron haciendo vuelo en pos del sol (hacia el Oeste, por lo que la isla mítica de los tehuelches se ubica en el Atlántico). Rumbearon hacia la Patagonia y descendieron en la cima del cerro Chaltén, montaña sagrada de los tehuelches, ubicada en el hoy límite fronterizo entre Chile y la Argentina, próximo al lago Viedma. El nombre de esta montaña, en lengua tehuelche, significa montaña humeante, aunque no es un volcán (no confundir con el volcán Chaitén). 
Como viera que sus nuevos dominios se encontraban desiertos Elal decidió poblar el lugar, convirtiendo a una de las bandadas que lo habían escoltado en hombres; serían los tehuelches. Para que pudieran prosperar creó a los seres vivos, plantas y animales, y les enseñó a cazar, creando para ello el arco y las flechas. También les dio el fuego para que pudiesen cocinar sus alimentos, y dividió el año, creando las estaciones. Además estableció las reglas morales y las leyes, la prohibición del incesto y el matrimonio exogámico. 
Pero los gigantes pretendían vengar la muerte de Nosjthej y castigar a Elal apoderándose de su reino y destruyendo su obra. Elal no podía enfrentarlos a todos ellos, por lo que decidió separar el mundo de los hombres del mundo de los gigantes, pero al hacerlo los patagones se convirtieron en seres mortales.

## Análisis del mito
Los gigantes son personajes que resultan recurrentes en la mitología patagónica, no tan sólo tehuelche. Así es como Pigaffetta ha descrito a los mismos patagones como una mítica tribu de Patagones gigantes tras los primeros contactos entre europeos y tehuelches en 1520, en la expedición de Fernando de Magallanes, nacido en el norte de Portugal.
Ya en 1928, un anuncio en el diario Crítica de Buenos Aires presenta al que será un famoso personaje de historietas, Patoruzú, a quien identifica como “último vástago de los tehuelches gigantes”.
Es notable aunque circunstancial que tradiciones europeas asocien coincidentemente a antiguos gigantes con este océano; son los llamados atlantes o atlántides, descendientes del titán Atlas de la mitología griega. A ellos se atribuyeron, en el mito, las construcciones megalíticas del mundo atlántico europeo, como por ejemplo las murallas ciclópeas de monte aloia, en Galicia. Esta coincidencia es tan circunstancial como que la gobernación de estas tierras le fuese adjudicada a un noble portugués de origen gallego, o que la expedición que por vez primera da cuenta de los patagones gigantes es comandada por un marino de idéntico origen. 

### Dioses, espíritus, héroes y gigantes
La baja densidad poblacional en un área enorme, el nomadismo cíclico predominantemente en dirección este-oeste, la exogamia tradicional, fueron motivos que pesaron a la hora de que las diversas parcialidades conservasen en común las generalidades de los mitos creacionistas y fundacionales, pero que a su vez adoptasen particularismos, tales como designar a las mismas deidades con nombres diferentes, o por el contrario designar con el mismo nombre –o similar- a figuras distintas.
Gualicho, el espíritu maligno, tiene un gran alcance sin deformaciones, y que incluso transmitió a la mitología de otros complejos culturales, como el de los mapuches (araucanos). Pero en cambio mientras el Kóoch de los tehuelches continentales australes es el dios creador, los onas fueguinos designan con un nombre similar a Kénos, que es una figura heroica, hijo del dios creador a quien llaman Temaukel; a este dios creador los pampas antiguos (anteriores a la invasión mapuche) lo llamaban Soychu, y los puelches-guénaken Tukutzual, y Elel a un enviado de Arraken, genio del mal, mientras que Arrok es el mar primordial de los tehuelches continentales australes, entre quienes El lal cumple la función mítica que entre los onas cumple Kenós. Pero también puede entenderse que todas estas confusiones fuesen producto del escaso contacto que hubo entre los europeos y estas etnias, más allá del intenso que sí lo hubo, mestizajes cultural y biológico incluidos, en las regiones “de frontera”. 
Entre las generalidades compartidas se destaca un resabio de monoteísmo primitivo en la coincidencia de ese Alto Dios, en sus diversas designaciones. Pero como ese dios creador es un dios ocioso y ausente en la cotidianeidad, el mito requirió de figuras intermediarias entre ese dios y los hombres. Las restantes figuras de la mitología tehuelche son entonces espíritus, gigantes, tal el caso de Nosjthej, héroes míticos, como El-lal, pero no dioses en el sentido estricto de la palabra.